# Шаттендорф
Шаттендорф (нім. Schattendorf) — громада округу Маттерсбург у землі Бургенланд, Австрія.
Шаттендорф лежить на висоті  256 м над рівнем моря і займає площу  12,1 км². Громада налічує 2421 мешканців. 
Густота населення 200/км².  
|                                     |
| Шаттендорф на мапі округу та землі. |

Бургомістом міста є Йоганн Лоттер від Соціал-демократичної партії Австрії. Адреса управління громади:  7022 Schattendorf. 

## Демографія
Історична динаміка населення міста за даними сайту Statistik Austria

## Виноски
1. ↑  Dauersiedlungsraum der Gemeinden Politischen Bezirke und Bundesländer - Gebietsstand 1.1.2018 — Статистичне управління Австрії.
2. ↑  Einwohnerzahl 1.1.2018 nach Gemeinden mit Status, Gebietsstand 1.1.2018 — Статистичне управління Австрії.
3. ↑  www.schattendorf.at. Архів оригіналу за 18 лютого 2012. Процитовано 12 квітня 2022.
4. ↑  Gemeindedaten von Schattendorf. Архів оригіналу за 28 березня 2013. Процитовано 4 листопада 2013.

| Австрія | Це незавершена стаття з географії Австрії. Ви можете допомогти проєкту, виправивши або дописавши її. |